# Sofia d'Ungheria (1136-1161)
Sofia d'Ungheria (in ungherese Zsófia) (1136 circa – 1161) fu la minore delle due figlie del re Béla II d'Ungheria. Pur essendo stata promessa in sposa a Enrico Berengario, figlio di Corrado III di Svevia, il matrimonio non fu mai organizzato e la donna visse e morì facendosi monaca nell'Abbazia di Admont.

## Biografia
Sofia era la seconda figlia femmina avuta da Béla II e Elena di Rascia intorno al 1136. La sua prima comparsa in fonti medievali risale al 1139, quando il padre la promise in sposa a Enrico Berengario, il figlio maggiore di Corrado III di Svevia (al potere dal 1138 al 1152). Poco dopo Sofia viaggiò verso ovest dal regno d'Ungheria al Sacro Romano Impero, dove forse cominciò ad imparare la lingua tedesca e le usanze di corte in vista del suo matrimonio. Tuttavia, il suo fidanzamento con il giovane Enrico non andò in porto e si decise in quel momento di non proseguire le trattative volte a combinare il matrimonio.
Suo padre, Béla il Cieco, morì nel 1141 e i rapporti tra il suo successore, Géza II, e Corrado III si fecero sempre più tesi negli anni successivi. A un certo punto, nella metà degli anni 1140, Corrado prese per breve tempo le parti di Boris Colomanno, un candidato rivale al trono d'Ungheria. In un siffatto clima di tensione, i piani per un matrimonio tra Sofia ed Enrico furono definitivamente accantonati. Tuttavia, Sofia si trovava ancora nel regno tedesco, dove viveva da diversi anni. Nel giro di un anno si fece suora nel convento di Admont, oggi in Austria.

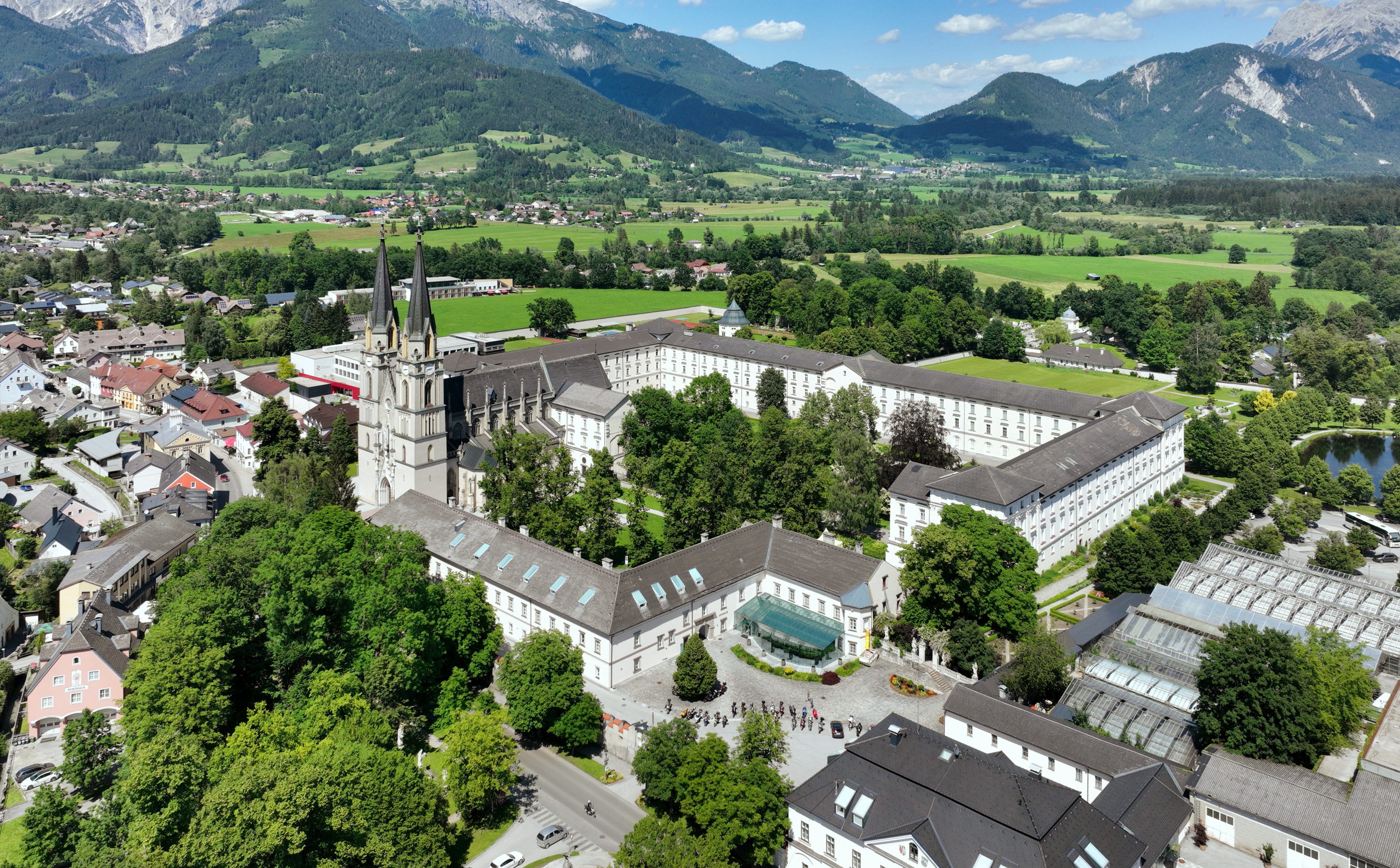
L'abbazia di Admont, in Austria, dove Sofia decise di prendere i voti e farsi monaca

Secondo una lettera di Erbordo di Michelsberg scritta nel 1159, Sofia risiedeva già nel doppio monastero di Admont quando il suo fidanzamento fu rotto. Corrado III l'aveva mandata lì subito dopo aver lasciato l'Ungheria, in quanto il re tedesco voleva che crescere cresciuta nell'abbazia fino a quando Sofia ed Enrico non fossero stati abbastanza adulti per sposarsi. Quando fu chiaro che il matrimonio non sarebbe mai avvenuto, suo fratello Géza II inviò dei messaggeri ad Admont per riportarla in Ungheria. Sofia respinse però la richiesta, insistendo sul fatto che desiderava rimanere nel monastero in veste di monaca. Egli pensò allora di condurre un esercito in Austria per riportarla in territorio magiaro con la forza. In seguito, tuttavia, cambiò idea e decise di inviare una missione diplomatica per negoziare il suo ritorno. A capo del gruppo spedito fu nominato Martirio, arcivescovo di Strigonio. L'abate di Admont offrì a Sofia la possibilità di scegliere se restare o partire; ancora una volta, la donna affermò il suo desiderio di rimanere monaca e Géza II le permise a quel punto di rimanere ad Admont. Sofia morì in quel convento nel 1161.

## Ascendenza
|                    |                 |                       | Genitori            |  |  | Nonni |  |  | Bisnonni          |  |  | Trisnonni         |  |
|                    |                 |                       |                     |  |  |       |  |  | Géza I d'Ungheria |  |  | Béla I d'Ungheria |  |
|                    |                 |                       |                     |  |  |       |  |  | Géza I d'Ungheria |  |  | Béla I d'Ungheria |  |
|                    |                 | Richeza di Polonia    |                     |  |  |       |  |  | Géza I d'Ungheria |  |  |                   |  |
| Álmos d'Ungheria   |                 |                       |                     |  |  |       |  |  | Géza I d'Ungheria |  |  |                   |  |
|                    |                 | Sofia di Loon         | Emmo di Loon        |  |  |       |  |  |                   |  |  |                   |  |
|                    |                 | Sofia di Loon         | Emmo di Loon        |  |  |       |  |  |                   |  |  |                   |  |
|                    |                 | Sofia di Loon         | Suanilde d'Olanda   |  |  |       |  |  |                   |  |  |                   |  |
| Béla II d'Ungheria |                 | Sofia di Loon         |                     |  |  |       |  |  |                   |  |  |                   |  |
|                    |                 | Svjatopolk II di Kiev | Izjaslav I di Kiev  |  |  |       |  |  |                   |  |  |                   |  |
|                    |                 | Svjatopolk II di Kiev | Izjaslav I di Kiev  |  |  |       |  |  |                   |  |  |                   |  |
|                    |                 | Svjatopolk II di Kiev | Gertrude di Polonia |  |  |       |  |  |                   |  |  |                   |  |
| Predslava di Kiev  |                 | Svjatopolk II di Kiev |                     |  |  |       |  |  |                   |  |  |                   |  |
|                    |                 | ?                     | …                   |  |  |       |  |  |                   |  |  |                   |  |
|                    |                 | ?                     | …                   |  |  |       |  |  |                   |  |  |                   |  |
|                    |                 | ?                     | …                   |  |  |       |  |  |                   |  |  |                   |  |
| Sofia d'Ungheria   |                 | ?                     |                     |  |  |       |  |  |                   |  |  |                   |  |
|                    | Marko di Rascia | Petrislav di Rascia   |                     |  |  |       |  |  |                   |  |  |                   |  |
|                    | Marko di Rascia | Petrislav di Rascia   |                     |  |  |       |  |  |                   |  |  |                   |  |
|                    | Marko di Rascia | …                     |                     |  |  |       |  |  |                   |  |  |                   |  |
| Uroš I di Rascia   | Marko di Rascia |                       |                     |  |  |       |  |  |                   |  |  |                   |  |
|                    |                 |                       | …                   |  |  |       |  |  |                   |  |  |                   |  |
|                    |                 |                       |                     |  |  |       |  |  |                   |  |  |                   |  |
|                    |                 | …                     |                     |  |  |       |  |  |                   |  |  |                   |  |
| Elena di Rascia    |                 |                       |                     |  |  |       |  |  |                   |  |  |                   |  |
|                    |                 | Costantino Diogene    | Romano IV Diogene   |  |  |       |  |  |                   |  |  |                   |  |
|                    |                 | Costantino Diogene    | Romano IV Diogene   |  |  |       |  |  |                   |  |  |                   |  |
|                    |                 | Costantino Diogene    | Anna di Bulgaria    |  |  |       |  |  |                   |  |  |                   |  |
| Anna Diogenissa    |                 | Costantino Diogene    |                     |  |  |       |  |  |                   |  |  |                   |  |
|                    |                 | Teodora Comnena       | Giovanni Comneno    |  |  |       |  |  |                   |  |  |                   |  |
|                    |                 | Teodora Comnena       | Giovanni Comneno    |  |  |       |  |  |                   |  |  |                   |  |
|                    |                 | Teodora Comnena       | Anna Dalassena      |  |  |       |  |  |                   |  |  |                   |  |
|                    |                 | Teodora Comnena       |                     |  |  |       |  |  |                   |  |  |                   |  |